# J/80
El J/80 és una mena de veler esportiu lleuger així com una mono-classe de competició. Compta amb un disseny modern, amb buc fabricat amb plàstic reforçat amb fibra de vidre i quilla fixa. Habitualment és tripulat per entre 3 i 5 persones. És un dels velers mono-classe més populars de la seva eslora amb més de 1.600 embarcacions. Segons la revista Sailing World Magazine, "El J/80 és fàcil de manejar, menys intimidador, més seguir i preparat per a navegar a aigües obertes que altres velers esportius moderns que hem analitzat."

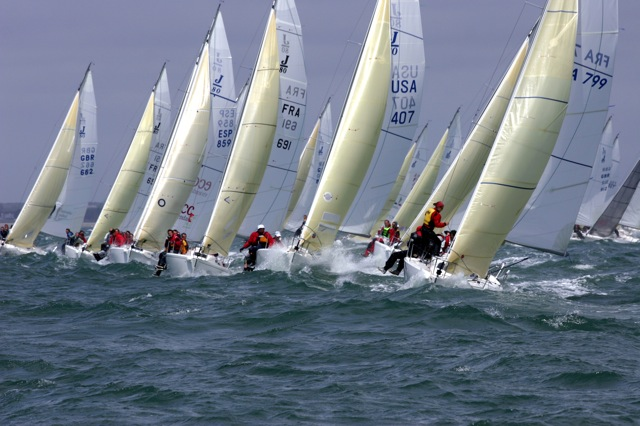
Regata de J/80